# Einar Luterkort

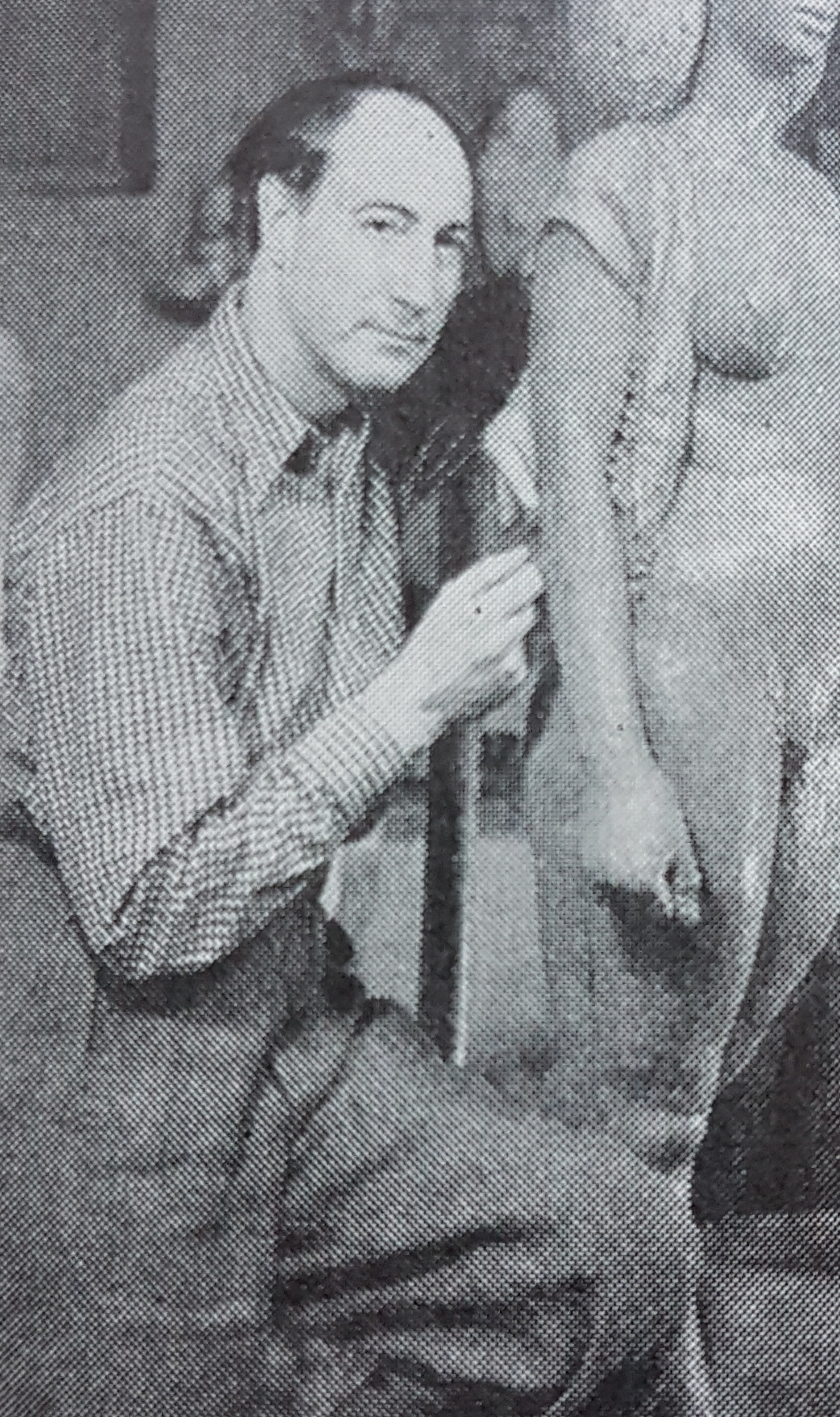
Einar Luterkort

Einar Luterkort, född 13 november 1905 i Stockholm, död 17 maj 1981 i Täby, var en svensk skulptör, keramiker och tecknare. 
Einar Luterkort utbildade sig vid Kungliga Konsthögskolan i Stockholm 1926-29, École des Beaux-Arts i Paris 1929, Accademia di Belle Arti di Roma 1930 och Akademie der Bildenden Künste München 1931.
Han arbetade under 1930-talets början vid Uppsala-Ekeby AB i Uppsala med bland annat stora vaser och fat med figurer i relief. På 1940-talet arbetade han för Motala lerkärlsfabrik. I Stockholm hade han egen verkstad i Abrahamsberg. Han var lärare i keramik och skulptur på Viggbyholmsskolan.
Han var gift 1935–1952 med skådespelaren Ingrid Luterkort (1910–2011).

## Offentliga verk i urval
Einar Luterkorts skulpturer i offentlig miljö finns ofta i exemplar på olika orter. Några av dem är följande.
- Vilande panter, brons, 1952, Lövlundsvägen i Nynäshamn
- Vera, Ludvika och parken vid Hasselbackshuset i Uddevalla, 1950-tal
- Karl Erik och Vera i Mariestad, 1953
- Pojken med guldgåsen i Skövde
- Panter på trädstam 1955 i Gävle

- Luterkort är representerad vid bland annat Nationalmuseum[1] i Stockholm.

## Bildgalleri

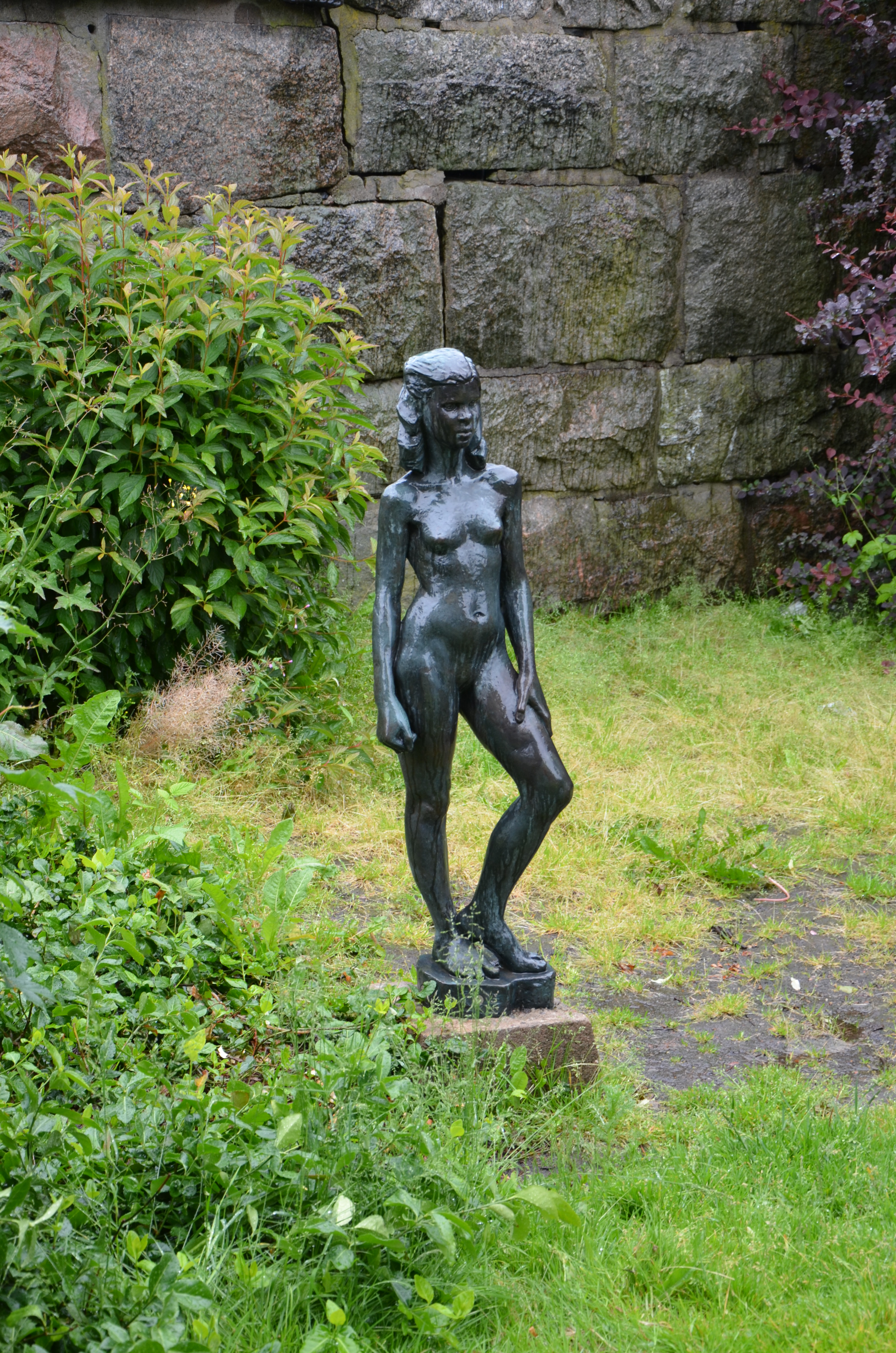
Vera i Uddevalla
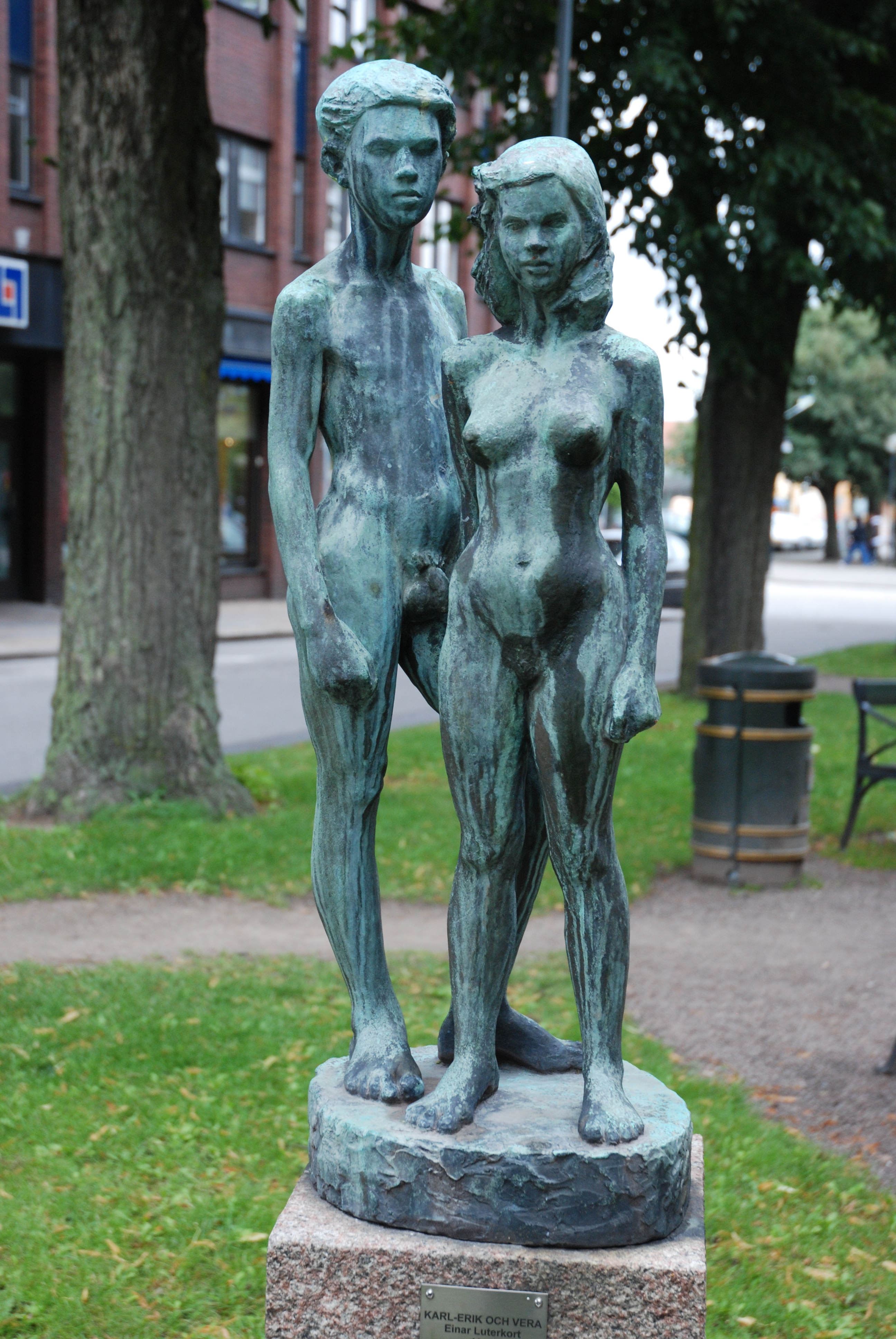
Karl-Erik och Vera i Mariestad
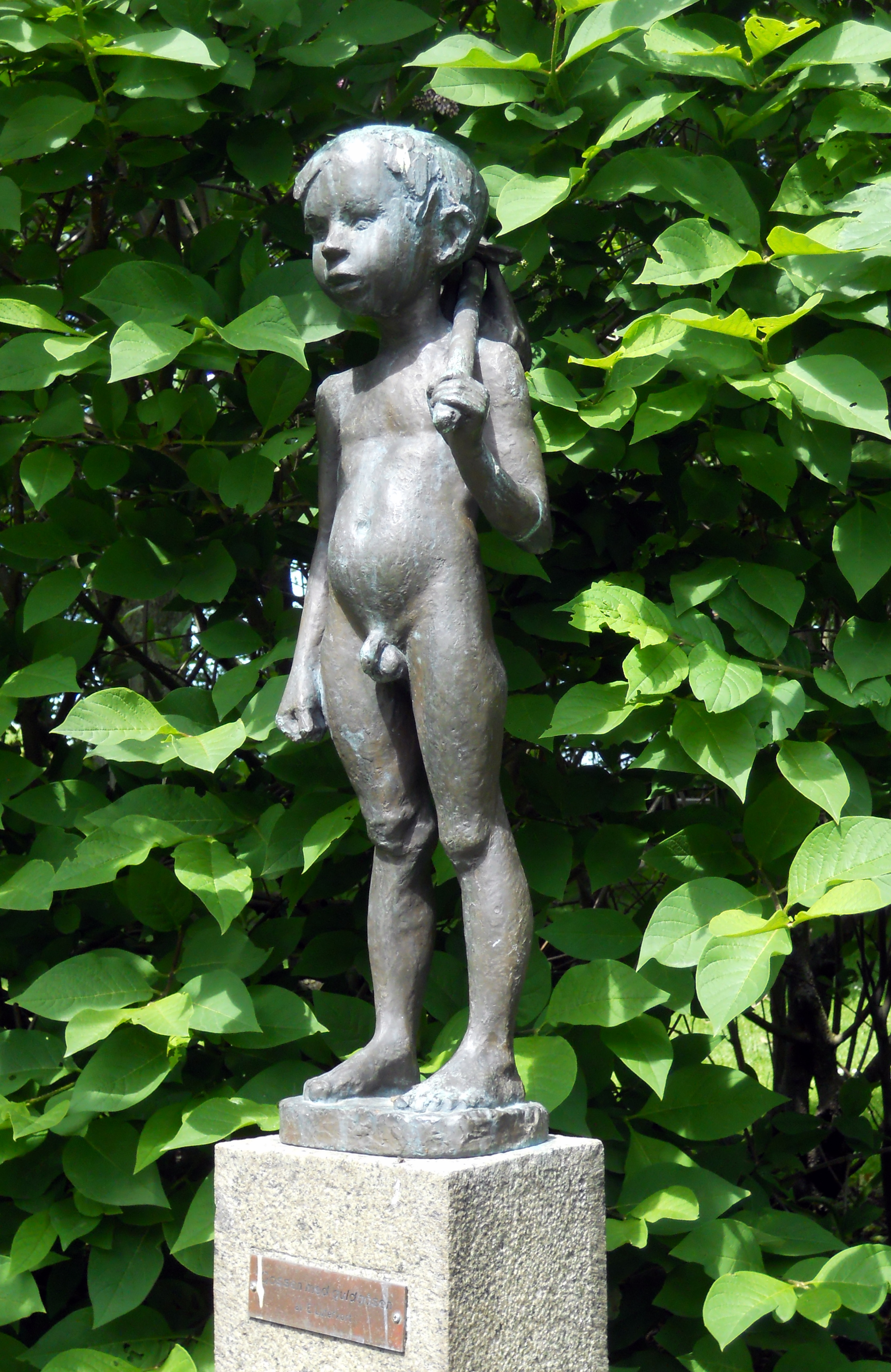
Gossen med guldgåsen i Varberg
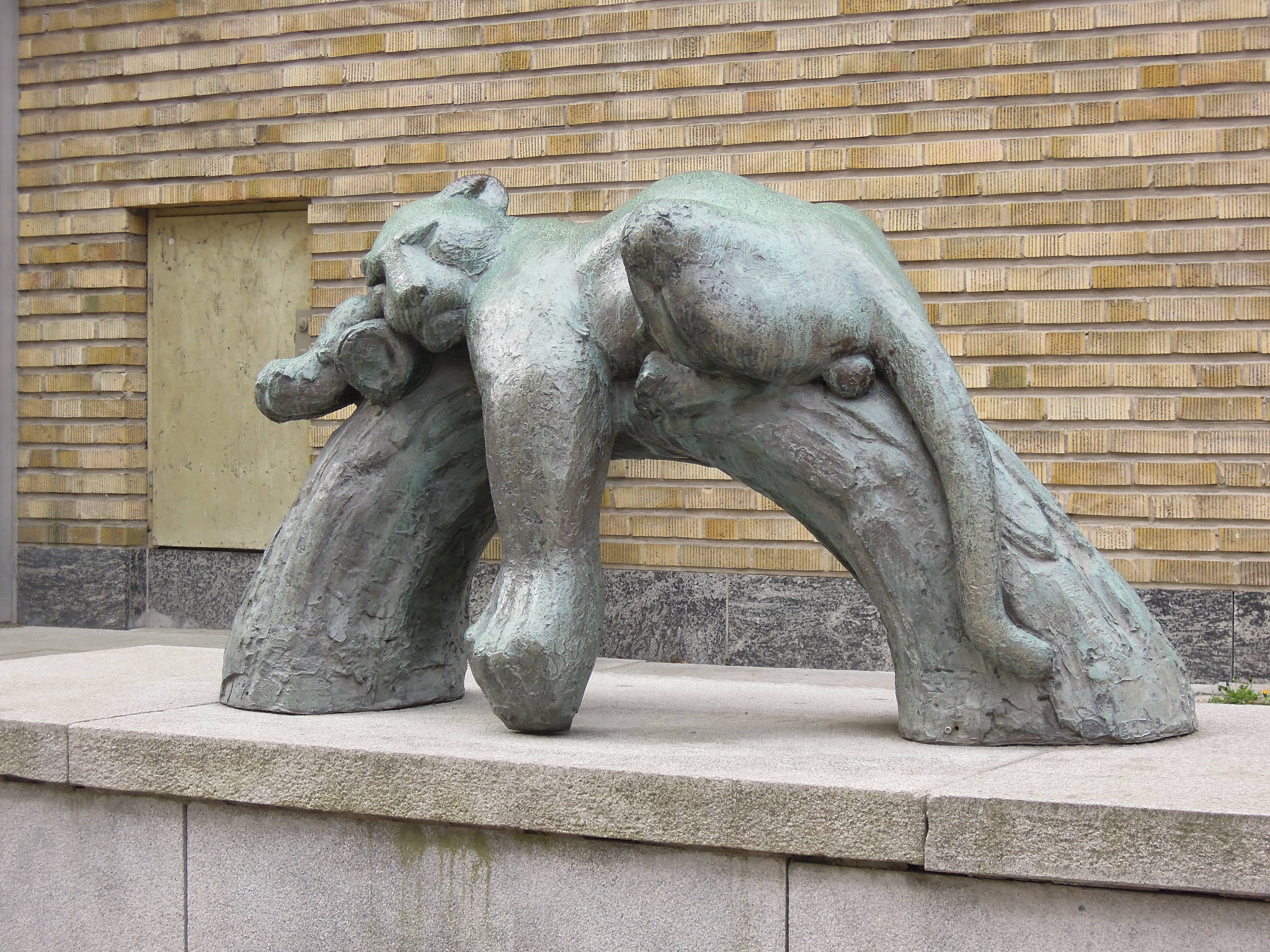
Panter på trädstam i Västerås
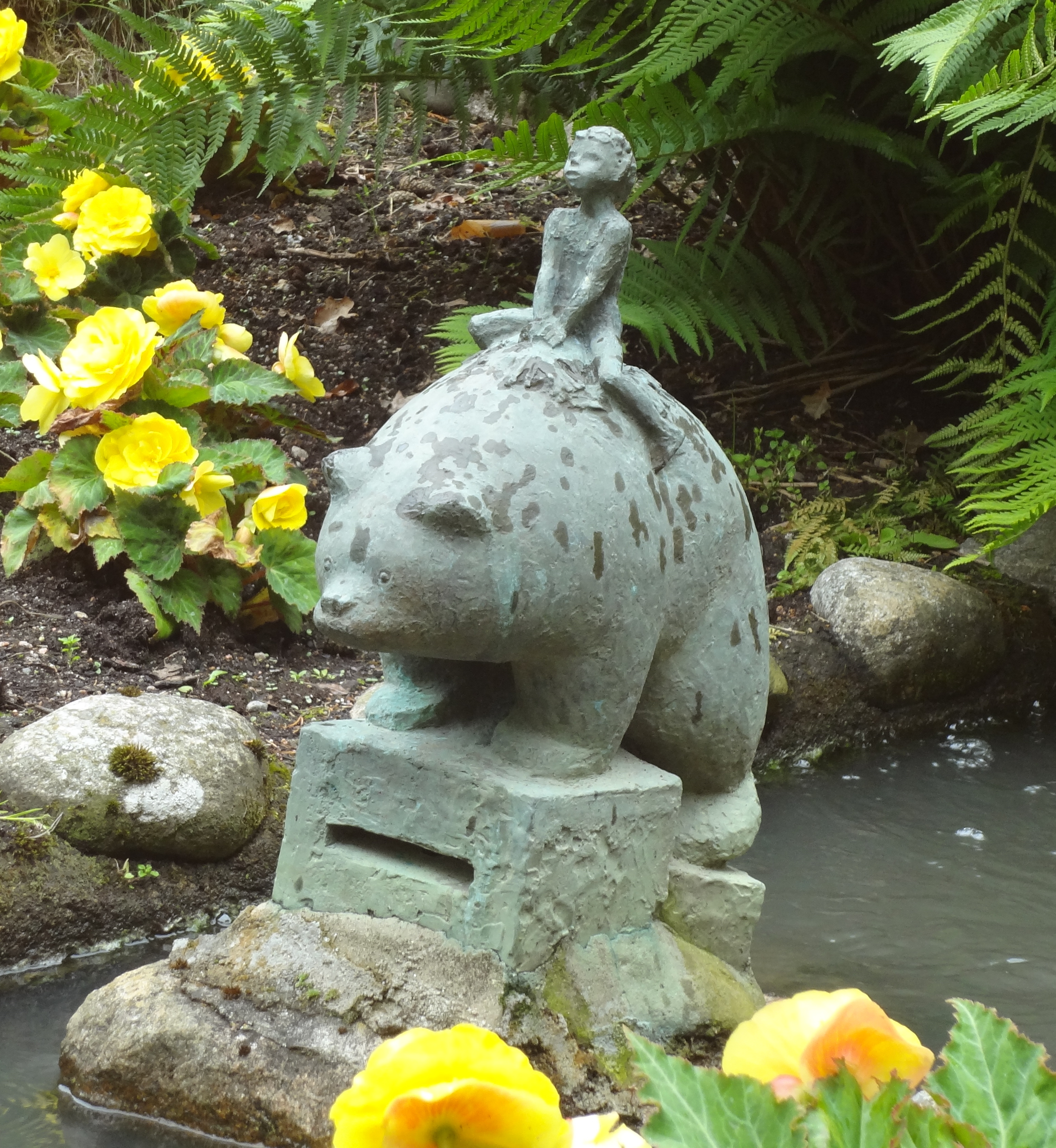
Pojken och äventyret i Eskilstuna